# Ernst Lutterbeck
Ernst Heinrich Lutterbeck (* 12. Dezember 1922 in Gladbeck; † 6. Mai 2000 in Bad Godesberg) war ein deutscher Dokumentar. 

## Leben und Wirken

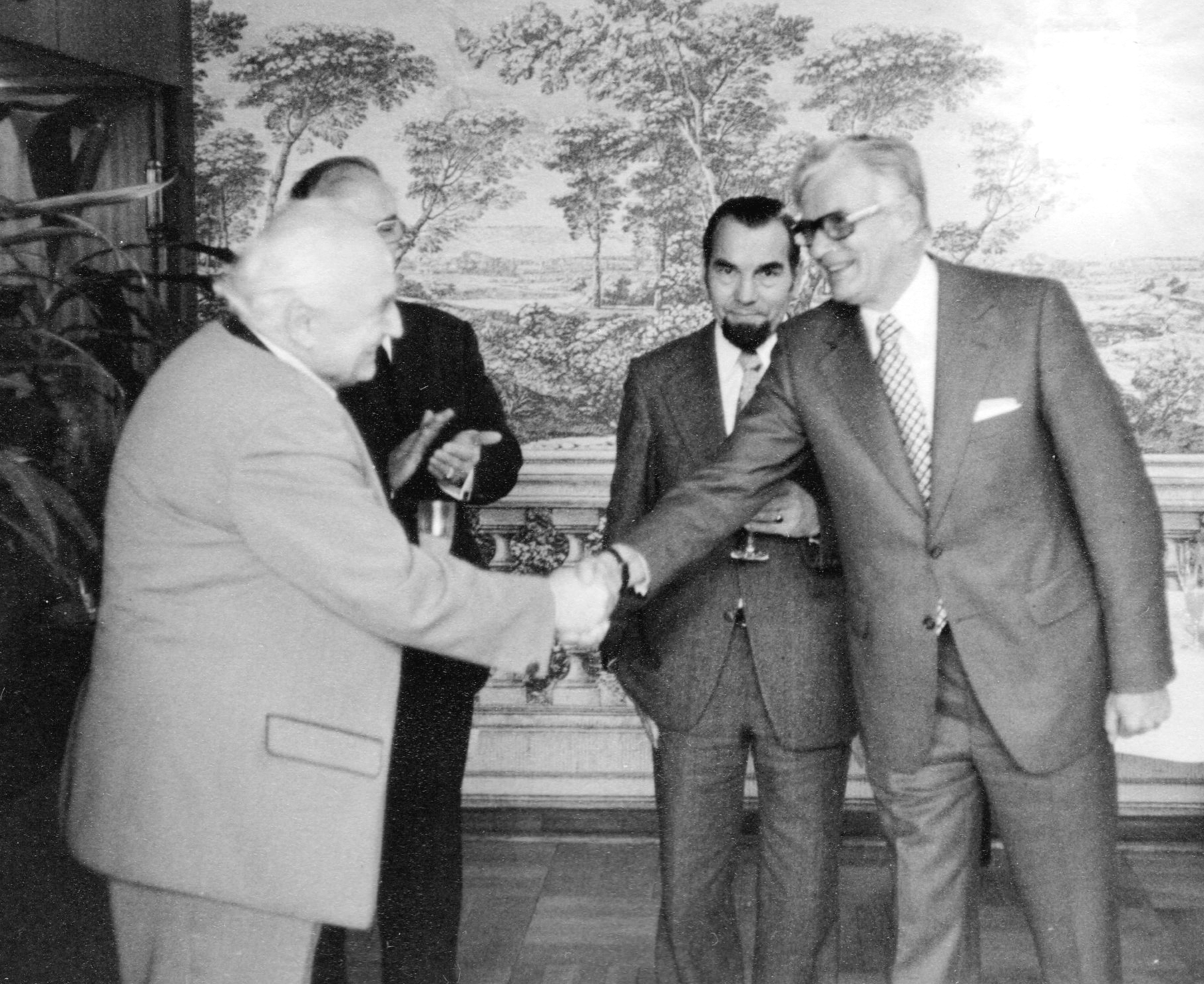
Ernst Lutterbeck (rechts) am Ende seiner Laudatio für Horst Teichmann, 1973 anlässlich einer DGD-Festveranstaltung im Gesellschaftshaus des Frankfurter Palmengartens

Ernst Heinrich Lutterbeck wurde am 12. Dezember 1922 in Gladbeck geboren. Nach seiner Schulzeit in Hechingen (Hohenzollern) war er während des Zweiten Weltkrieges erst Marineoffizier und schließlich Oberleutnant zur See und 1. Wachoffizier auf U-Booten.
Nach seiner Entlassung aus britischer Kriegsgefangenschaft arbeitete Lutterbeck zunächst von 1947 bis 1961 als Verkaufs- und Exportleiter in der Industrie. 1962 kehrte er als Dokumentationsstabsoffizier im Fachinformationszentrum der Bundeswehr in den Staatsdienst zurück. Anschließend studierte er von 1965 bis 1969 Philosophie, Allgemeine Sprachwissenschaft und Informationswissenschaften in Bonn und Berlin.
1970 übernahm Lutterbeck die Leitung des Projekts „Dokumentation und Thesaurus“ in der wissenschaftlichen Abteilung des Deutschen Bundestages. Von 1972 bis zu seiner Pensionierung leitete er im Bundesministerium des Innern das Referat „Bundesinformationssystem und Dokumentation in der Bundesverwaltung“, zuletzt im Rang eines Ministerialrats.
Zeitgleich war er von 1972 bis 1975 Präsident der Deutschen Gesellschaft für Information und Wissen. 
Seit 1977 war Lutterbeck außerdem beim Bundesministerium des Innern zuständig für den Aufbau der informationellen Infrastruktur der Bundesrepublik Deutschland und damals Mitarbeiter des für den Datenschutz zuständigen Referats.
Lutterbeck war Mitglied in der FDP.
Bekannt ist Lutterbeck vor allem als Mitbegründer des Werkes Grundlagen der praktischen Information und Dokumentation, zusammen mit Klaus Laisiepen und Karl-Heinrich Meyer-Uhlenried, woraus sich der umgangssprachliche Name „LaiLuMU“ für dieses Werk ableitet. Dieses für die Bibliotheks-, Informations- und Dokumentationswissenschaft (BID) zentrale Standardwerk, ist inzwischen (2015) in der 6. Auflage erschienen.
Neben seiner wissenschaftlichen Arbeit beschäftigte er sich mit dem Thema Anthroposophie und verfasste 1997 eine Publikation zu diesem Thema.

## Publikationen
- Anthroposophie verstehen: eine Einführung nach persönlichen Erfahrungen. Möllmann, Paderborn 1997, ISBN 3-931156-21-4.
- Die Einheit der Wissenschaften als säkulare Aufgabe der Dokumentation. Dortmund 1966.
- Ernst Lutterbeck [Hrsg.]: Dokumentation und Information: Auf dem Weg ins Informationszeitalter. 27 Fachleute berichten über Probleme u. Methoden, über d. gegenwärtigen Stand u. zukünftige Entwicklungen. Umschau-Verlag, Frankfurt am Main 1971.